# Jayme Henrique Chemello
Dom Jayme Henrique Chemello (São Marcos, 28 de julho de 1932) é um bispo católico, Bispo Emérito de Pelotas.

## Vida
Nasceu no município de São Marcos em 28 de julho de 1932, o filho de Francisco Chemello e Isabel Menegat Chemello.
Ingressou no Seminário São Francisco de Paula de Pelotas em 1945, onde fez o curso fundamental de 1945 a 1948 e o curso colegial de 1949 a 1951.
Cursou filosofia no Seminário Pontifício de Buenos Aires, de 1952 a 1954 e teologia na Pontifícia Faculdade de Teologia, em Buenos Aires de 1955 a 1958.
Foi ordenado Sacerdote aos 16 de dezembro de 1958, na Igreja Matriz de São Marcos, por Antônio Zattera. Em 1958 foi vigário-Cooperador da Catedral, Diretor Diocesano de Catequese, Assistente da Juventude Universitária Católica (JUC), da Juventude Estudantil Católica (JEC), da Juventude Independente Católica (JIC), do Movimento Familiar Cristão (MFC) e dos Escoteiros.
Em 1959 deixou o cargo de Cooperador da Catedral, permanecendo com as demais funções, acrescidas da de Professor de Religião e Filosofia em Colégios da cidade, e de Capelão do Colégio Gonzaga.
Em 1961 deixou a Capelania do Gonzaga e assumiu a Coordenação Diocesana de Pastoral e a função de professor de Deontologia Médica na UCPEL. Em 1965 foi nomeado Reitor do Seminário Diocesano e Auxiliar da Coordenação de Pastoral, permanecendo Assistente do Movimento Familiar Cristão.

## Episcopado
Em 1969 o Papa Paulo VI o nomeou para bispo-auxiliar de Pelotas com a sede titular de Bisica. Foi ordenado Bispo na Catedral de Pelotas no dia 20 de abril de 1969, assumindo a função de Bispo-Auxiliar da Diocese de Pelotas.
Paulo VI nomeiou Chemello para ser bispo diocesano em 1977. Em 4 de novembro de 1977 tomou posse como Bispo Diocesano, sendo o quarto Bispo de Pelotas.
Em 1979 participou da 3.ª Conferência Geral do Episcopado Latino-Americano, em Puebla, México.
Entre 1988 e 1994 coordenou da Dimensão Comunitária e Participativa da CNBB, no Setor de Vocações e Ministérios. Em 1990 participou em Roma do Sínodo dos Bispos sobre Formação Sacerdotal. De 1991 a 1994 coordenou o Departamento de Vocações e Ministérios do CELAM.
Em 1992 participou da 4.ª Conferência Episcopal Latino Americana, em Santo Domingo. Em 1994 foi eleito vice-presidente da Conferência Nacional dos Bispos do Brasil e participou do Sínodo dos Bispos sobre Vida Consagrada, em Roma.  
Em Roma em 1997 Chemello participou de outro sínodo, o Sínodo dos Bispos para a América.
Em 1998 assumiu a presidência da CNBB, no posto do Lucas Moreira Neves que fora chamado pelo Papa João Paulo II para ser prefeito da Congregação para os Bispos. Em 1999 foi eleito presidente da CNBB para o mandato até 2002.
De 2005 a 2011 foi Presidente da Comissão Episcopal para a Amazônia, no Projeto de Evangelização da Amazônia, da CNBB. No mesmo ano foi nomeado Presidente da Comissão encarregada da preparação da 5ª Conferência Geral do Episcopado Latino-Americano e Caribenho, no Brasil, e Delegado da CNBB no CELAM.
Em maio de 2007 participou da 5ª Conferência Episcopal Latinoamericana e caribenha, em Aparecida, como delegado eleito pela CNBB.
No dia 1 de julho de 2009 a sua renúncia ao governo da Diocese de Pelotas foi aceita pelo Papa Bento XVI.